# Wappeltshofen
Wappeltshofen ist ein Gemeindeteil der Stadt Altdorf bei Nürnberg im Landkreis Nürnberger Land (Mittelfranken, Bayern). Wappeltshofen liegt in der Gemarkung Eismannsberg.

## Geografie
Das Dorf liegt unmittelbar an der Grenze zur Oberpfalz an der Kreisstraße LAU 23/NM 30 zwischen Eismannsberg (0,8 km südwestlich) und  Traunfeld (2,4 km östlich). Im Norden von Wappeltshofen verläuft die Bundesautobahn 6 und im Süden der Traunfelder Bach, der ein bewaldetes Tal durchzieht. Im Nordosten liegt der Ort Dippersricht, etwa zwei Kilometer südlich die Kreisstraße NM 9. Inmitten von Feldern, Wäldern und Wiesen gruppieren sich etwa 50 landwirtschaftlich genutzte Gebäude, Wohnhäuser und eine Kartonagenfabrik.

## Geschichte
Mit dem Gemeindeedikt (1808) gehörte Wappeltshofen zur Ruralgemeinde Eismannsberg. Am 1. Januar 1972 wurde diese im Rahmen der bayerischen Gebietsreform nach Altdorf eingemeindet.

### Einwohnerentwicklung
| Jahr          | 1987 | 2013 | 2016 |
| Einwohnerzahl | 67   | 57   | 57   |

## Baudenkmäler
- Haus Nr. 6: Wohnstallhaus